# Resolução ES-11/4 da Assembleia Geral das Nações Unidas
A Resolução ES-11/4 da Assembleia Geral das Nações Unidas é a quarta resolução da décima primeira sessão especial de emergência da Assembleia Geral das Nações Unidas, adotada em 12 de outubro de 2022, na sequência da Resolução ES-11/3, adotada em 7 de abril de 2022. A Resolução ES-11/4 declara que os chamados "referendos" da Rússia nos oblasts de Donetsk, Kherson, Luhansk e Zaporizhzhia e a subsequente tentativa de anexação são inválidos e ilegais sob o direito internacional. Apela a todos os estados para que não reconheçam esses territórios como parte da Rússia. Além disso, exige que a Rússia "se retire imediata, completa e incondicionalmente" da Ucrânia, pois está a violar a integridade territorial e soberania. A resolução foi aprovada com uma esmagadora votação de 143 votos a favor, 5 contra e 35 abstenções. Esta resolução obteve mais votos a favor da condenação das ações da Rússia do que a Resolução ES-11/1, a resolução inicial sobre a invasão russa da Ucrânia que exigia que a Rússia retirasse as suas forças da Ucrânia.
De 23 a 27 de setembro de 2022, a Rússia realizou referendos de anexação nas regiões de Donetsk, Kherson, Luhansk e Zaporizhzhia, na Ucrânia. Os referendos são amplamente considerados como referendos falsos.
Após esses referendos, em 30 de setembro de 2022, o presidente russo, Putin, declarou e decretou que essas 4 regiões seriam anexadas à Rússia. Na altura do anúncio, a Rússia controlava apenas parcialmente algumas das regiões que seriam anexadas.
Em 30 de setembro de 2022, a Rússia vetou a resolução do Conselho de Segurança das Nações Unidas para declarar ilegais os referendos simulados e a anexação. De acordo com os procedimentos recém-adotados, o uso de um veto no Conselho de Segurança desencadeia uma reunião da Assembleia Geral das Nações Unidas. Durante a reunião da Assembléia Geral, o projeto de resolução subjacente para ES-11/4, que é ES-11/L.5, foi apresentado e aprovado.
Antes da votação da resolução, a Rússia pediu que a medida fosse votada por voto secreto, argumentando que os países teriam dificuldades em representar determinados cargos em público. A proposta da Rússia foi rejeitada pela Assembleia Geral com 107 votos a favor do voto público, 13 contra e 39 abstenções. Uma votação secreta numa resolução teria sido altamente incomum, já que as votações das Nações Unidas são geralmente realizadas em público.
Em 12 de outubro de 2022, a Assembleia Geral das Nações Unidas, que exigia uma maioria de dois terços, adotou a resolução com 143 países a votar a favor (78,1% do total de votos), 5 contra (2,7% de votos) e 35 abstenções (19,1% de votos).
A resolução obteve o maior número de votos a favor de todas as resoluções adotadas durante a 11ª Sessão Especial de Emergência da Assembleia Geral, que se concentra na invasão russa da Ucrânia. A resolução também obteve muito mais votos a favor do que a Resolução 68/262 de 2014, rejeitando a anexação da Crimeia . Como tal, o resultado esmagador da votação na Resolução ES 11/4 foi além das expectativas mais otimistas dos apoiantes ocidentais.
| Voto                                    | Contagem | Estados | Porcentagem de votos | Porcentagem de membros |
| --------------------------------------- | --- | ------- | -------------------- | ---------------------- |
| 143                                     | Afeganistão, Albânia, Andorra, Angola, Antígua e Barbuda, Argentina, Austrália, Áustria, Bahamas, Bahrein, Bangladesh, Barbados, Bélgica, Belize, Benin, Butão, Bósnia-Herzegovina, Botswana, Brasil, Brunei, Bulgária, Camboja, Canadá, Cabo Verde, Chade, Chile, Colômbia, Comores, Costa Rica, Costa do Marfim, Croácia, Chipre, República Checa, República Democrática do Congo, Dinamarca, Dominica, República Dominicana, Equador, Egipto, Estónia, Fiji, Finlândia, França, Gabão, Gâmbia, Geórgia, Alemanha, Gana, Grécia, Granada, Guatemala, Guiné-Bissau, Guiana, Haiti, Hungria, Islândia, Indonésia, Iraque, Irlanda, Israel, Itália, Jamaica, Japão, Jordânia, Quênia, Kiribati, Kuwait, Letônia, Líbano, Libéria, Líbia, Liechtenstein, Lituânia, Luxemburgo, Madagascar, Malawi, Malásia, Maldivas, Malta, Ilhas Marshall, Mauritânia, Maurício, México, Micronésia, Moldávia, Mônaco, Montenegro, Marrocos, Mianmar, Nauru, Nepal, N etherlands, Nova Zelândia, Níger, Nigéria, Macedônia do Norte, Noruega, Omã, Palau, Panamá, Papua Nova Guiné, Paraguai, Peru, Filipinas, Polônia, Portugal, Catar, República da Coréia, Romênia, Ruanda, São Cristóvão e Nevis, São Lúcia, São Vicente e Granadinas, Samoa, San Marino, Arábia Saudita, Senegal, Sérvia, Seychelles, Serra Leoa, Cingapura, Eslováquia, Eslovênia, Ilhas Salomão, Somália, Espanha, Suriname, Suécia, Suíça, Timor-Leste, Tonga, Trinidad e Tobago, Tunísia, Turquia, Tuvalu, Ucrânia, Emirados Árabes Unidos, Reino Unido, Estados Unidos, Uruguai, Vanuatu, Iêmen, Zâmbia | 78,14%  | 74,09%               |                        |
| 5                                       | Bielorrússia, República Popular Democrática da Coreia, Nicarágua, Federação Russa, Síria | 2,73%   | 2,59%                |                        |
| 35                                      | Argélia, Armênia, Bolívia, Burundi, República Centro-Africana, China, Congo, Cuba, Eritreia, Eswatini, Etiópia, Guiné, Honduras, Índia, Cazaquistão, Quirguistão, Laos, Lesoto, Mali, Mongólia, Moçambique, Namíbia, Paquistão, África do Sul, Sudão do Sul, Sri Lanka, Sudão, Tajiquistão, Tailândia, Togo, Uganda, Tanzânia, Uzbequistão, Vietnã, Zimbábue | 19,13%  | 18,13%               |                        |
| 10                                      | Azerbaijão, Burkina Faso, Camarões, Djibuti, El Salvador, Guiné Equatorial, Irã, São Tomé e Príncipe, Turcomenistão, Venezuela | –       | 5,18%                |                        |
| Total                                   | 193 | –       | 100%                 | 100%                   |
| Fonte: registro de votação A/ES-11/4 1. | |         |                      |                        |